# Táo ta
Táo ta hay táo chua (danh pháp hai phần: Ziziphus mauritiana) là loại cây ăn quả của vùng nhiệt đới, thuộc về họ Táo (Rhamnaceae). Tại Trung Quốc, nó được gọi là táo chua, táo Ấn Độ hay táo Điền (táo Vân Nam), táo gai Vân Nam. Cây có thể lớn rất nhanh thậm chí trong các khu vực khô và cao tới 12 mét và đạt tuổi thọ 25 năm. Nó có nguồn gốc ở châu Á (chủ yếu là Ấn Độ) mặc dù cũng có thể tìm thấy ở châu Phi. Quả là loại quả hạch, khi chín nó mềm, chứa nhiều nước, có vị ngọt. Các quả chín vào các khoảng thời gian khác nhau ngay cả khi chỉ trên một cây và có màu lục nhạt khi còn xanh và vàng nhạt khi chín. Kích thước và hình dạng quả phụ thuộc vào các giống khác nhau trong tự nhiên cũng như loại được trồng. Quả được dùng để ăn khi đã chín hoặc ngâm rượu hay sử dụng để làm đồ uống. Nó là một loại quả giàu chất dinh dưỡng và chứa nhiều vitamin C.

## Lịch sử phân loại
Loài này được Carl Linnaeus đặt danh pháp Rhamnus jujuba năm 1753, với trích dẫn từ như sau: "Jujuba indica spinosa, folio & fructu rotundo. Pluk. alm. 199. Raj. dendr. 44."; trong đó Pluk. alm. 199 là trích dẫn trang 199 sách Almagestum botanicum năm 1696 của Leonard Plukenet (1641-1706).
Năm 1789, từ trang 316 đến trang 320 sách Encyclopedie Methodique. Botanique Jean-Baptiste Lamarck cung cấp mô tả cho 12 loài Ziziphus, trong đó tại trang 319 viết về loài số 7 mà ông gọi là Jujubier de l’Isle de France (táo đảo Pháp, tên gọi khác của Mauritius thời thuộc Pháp từ 1715 tới 1810) với danh pháp Ziziphus mauritania, dẫn chiếu tới trang 199 sách Almagestum botanicum năm 1696 của Leonard Plukenet. Nội dung đoạn trích trang 199 như sau: "C’est peut-être le Jujuba indica spinosa, folio & fructu longiori de Pluknet (Alm. 199); mais ce n’est point le Prunus zeylanica spinosa, longiori folio viridi, &c. du même auteur (tab. 216, f. 6);".
Trang 199 sách Almagestum botanicum ghi chép về Jujuba indica spinosa như sau:
| “ | "Jujuba Indica spinosa, folio & fructu longiori. Prunus Zeylanica spinosa, folio longiori. P B P. 367. an Fructus peregrinus Clus. exot. lib. 2. cap. 30." "Jujuba Indica spinosa, folio & fructu rotundo. Prunus Zeylanica spinosa folio rotundo majori. P B P. Ilanda Zeylanensibus dicta àn Fructus peregrinus quintus, Clus. exot. lib. 2. cap. 30. Haec enim duo postrema, alicujus fructus ossicula fuisse sibi videbantur." | ” |

Như vậy, Linnaeus mô tả R. jujuba theo loại có lá và quả tròn (rotundo) của Jujuba Indica spinosa, trong khi Lamarck mô tả Z. mauritania theo loại có lá và quả dài hơn (longiori) của của Jujuba Indica spinosa trong Almagestum botanicum nên về thực chất chúng là hai danh pháp cho cùng một loài. Lamarck khi mô tả Z. jujuba tại trang 318-319 không dẫn chiếu tới trang 199 sách Almagestum botanicum mà dẫn chiếu tới Bauh. pin. 446 và R. jujuba của Linnaeus, như vậy là có sự pha trộn mô tả của cả R. zizyphus (mô tả R. zizyphus của Linnaeus dẫn chiếu tới Bauh. pin. 446) và R. jujuba của Linnaeus. Bên cạnh đó, danh pháp Ziziphus jujuba đã được Philip Miller sử dụng từ năm 1768 khi chuyển R. zizyphus sang chi Ziziphus nên danh pháp Ziziphus jujuba của Lamarck không thể coi là hợp lệ. Vì thế, từ năm 1789 thì loài này có danh pháp Ziziphus mauritania.

## Mô tả
Loài cây này lớn nhanh và phát triển mạnh rễ cái. Chúng có thể là loại cây bụi rậm rạp, cao từ 1,2-1,8 m (4– 6 ft) hoặc cây thân gỗ cao từ 3–9 m (10–30 ft) hay thậm chí tới 12 m (40 ft); mọc thẳng hoặc tỏa tán rộng, với các cành rủ xuống và có hoặc không có lông bao phủ, các cành nhánh ngoằn ngoèo, không gai hoặc có các gai nhỏ, thẳng và sắc.
Chúng có thể là loại cây thường xanh hoặc không có lá trong vài tuần trong mùa hè nóng bức.
Lá so le, hình trứng hoặc elip thuôn dài, kích thước 2,5-6,25 cm (1- 2,5 in) chiều dài, 2–4 cm (0,75- 1,5 in) chiều rộng; dễ phân biệt với táo tàu (Ziziphus jujuba) bởi sự có mặt của các sợi lông tơ dày dặc, mềm như lụa, có màu nâu hay trắng ở mặt dưới cũng như cuống lá non thì ngắn và có lông. Ở mặt trên, chúng có màu xanh lục thẫm, bóng mặt và với 3 gân lá theo chiều dọc, dễ thấy và bị nén xuống cũng như các răng cưa rất rõ nét ở mép lá.
Hoa nhỏ, có 5 cánh hoa, màu vàng nhạt, tạo cụm 2-3 hoa trong nách lá.
Quả của loại mọc hoang có kích thước dài 1,25-2,5 cm (0,5 – 1 in). Các loại được nuôi trồng tốt có thể đạt kích thước dài tới 6,25 cm (2,5 in) và rộng tới 4,5 cm (1,75 in). Quả có thể có dạng hình trứng xuôi, hình trứng ngược, tròn hay thuôn dài; lớp vỏ trơn, bóng hay sần sùi, mỏng nhưng cứng, chuyển từ lục nhạt sang vàng, nếu để chín kỹ sẽ trở thành một trong các màu như cam cháy/nâu đỏ/đỏ một phần hay toàn bộ.
Khi chưa chín, lớp cùi thịt có màu trắng, giòn, nhiều nước, vị từ chua tới ngọt, có tính chất làm se nhẹ, tương tự như ở quả táo tây dại. Quả đã chín ít giòn hơn và chuyển dần sang dạng bột; quả quá chín nhăn nhúm, lớp cùi thịt có màu vàng sẫm, mềm, xốp và có mùi thơm. Lúc đầu hương vị giống như quả táo tây và dễ chịu nhưng nó trở thành có mùi xạ kỳ lạ khi đã chín kỹ. Quả chứa một hạt cứng hình ôvan hay thuôn dài, cứng. Hạt chứa 2 hạt hình elip, màu nâu, dài 6 mm (0,25 in).

## Hình ảnh

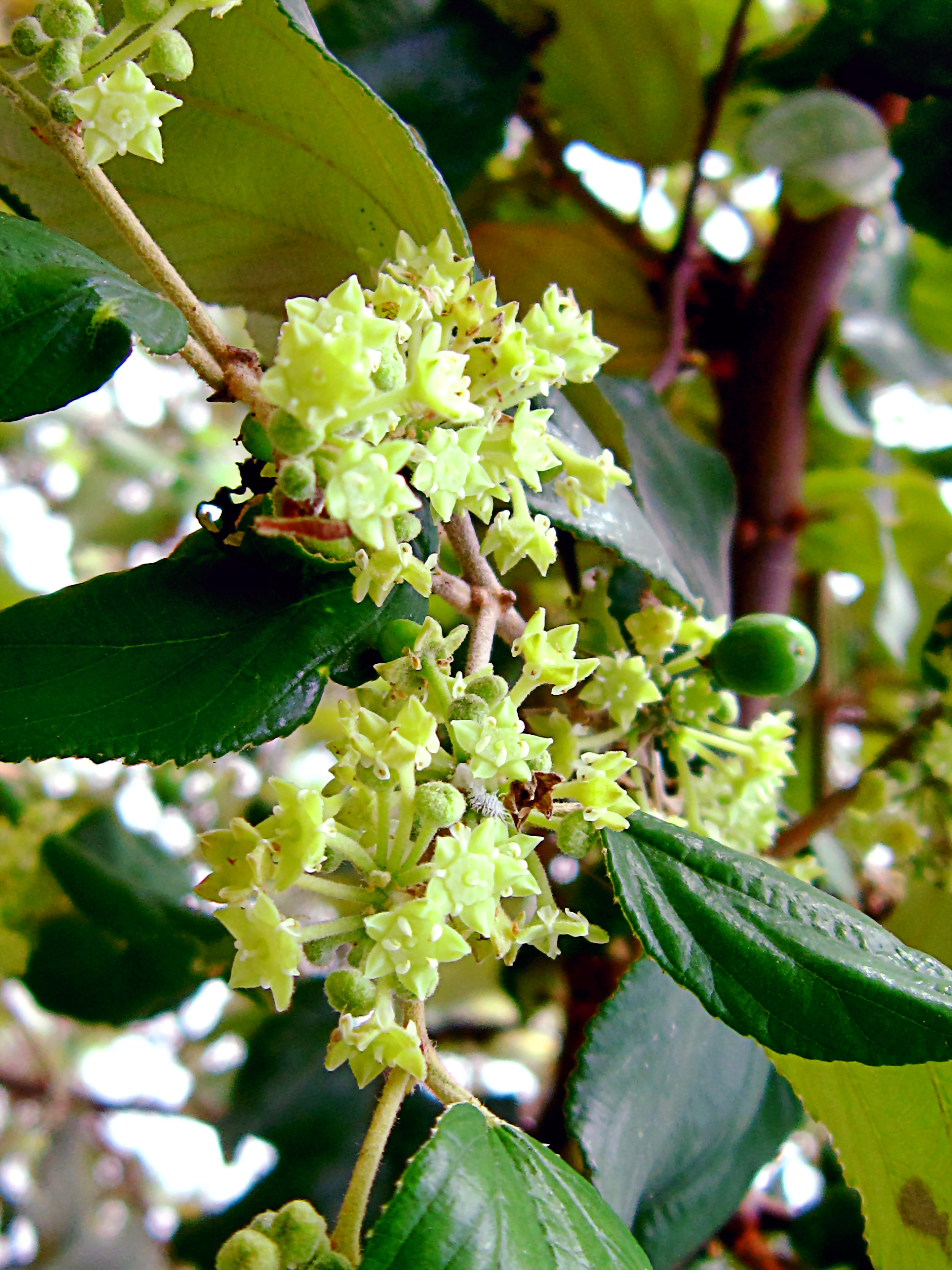
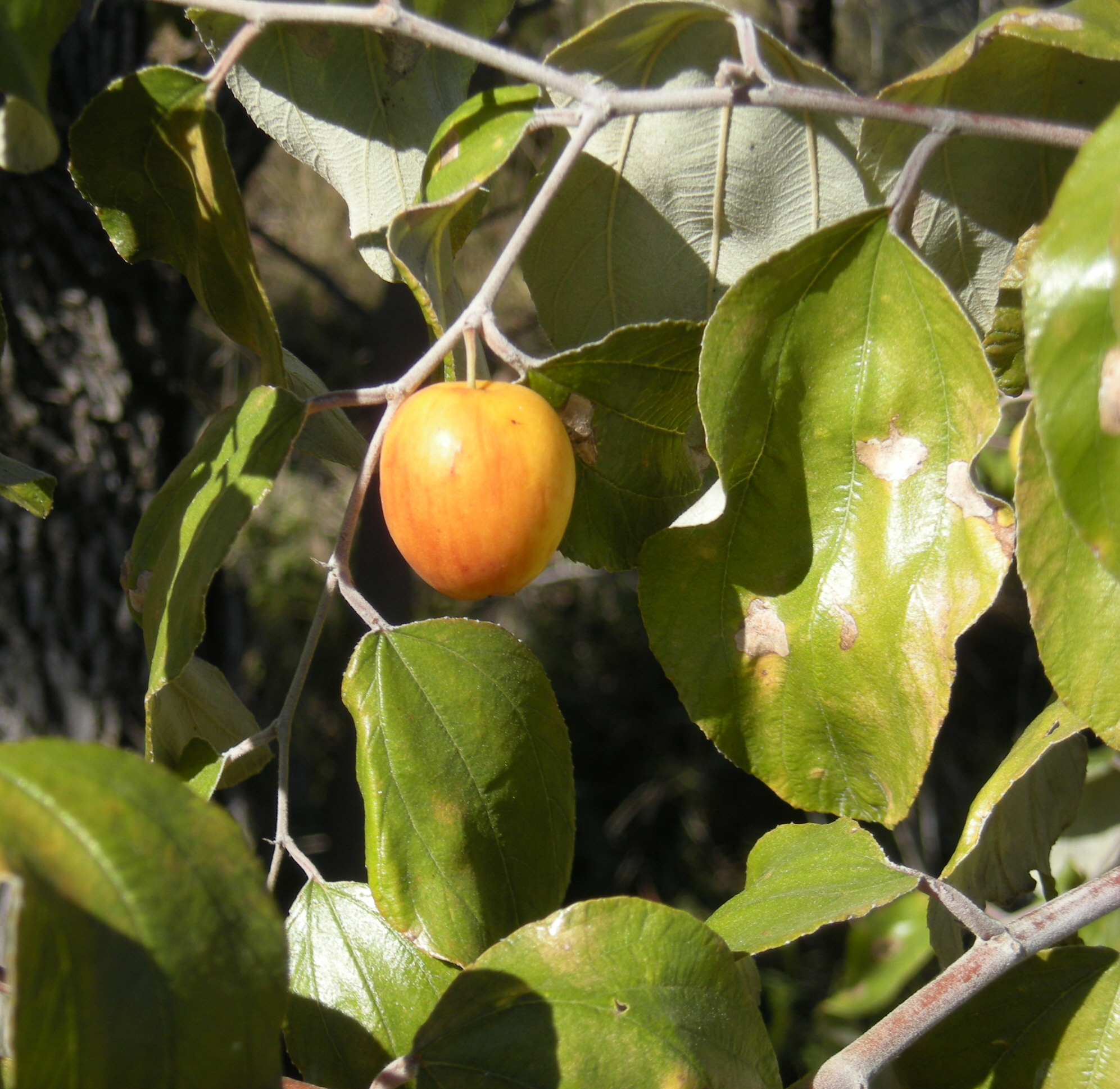
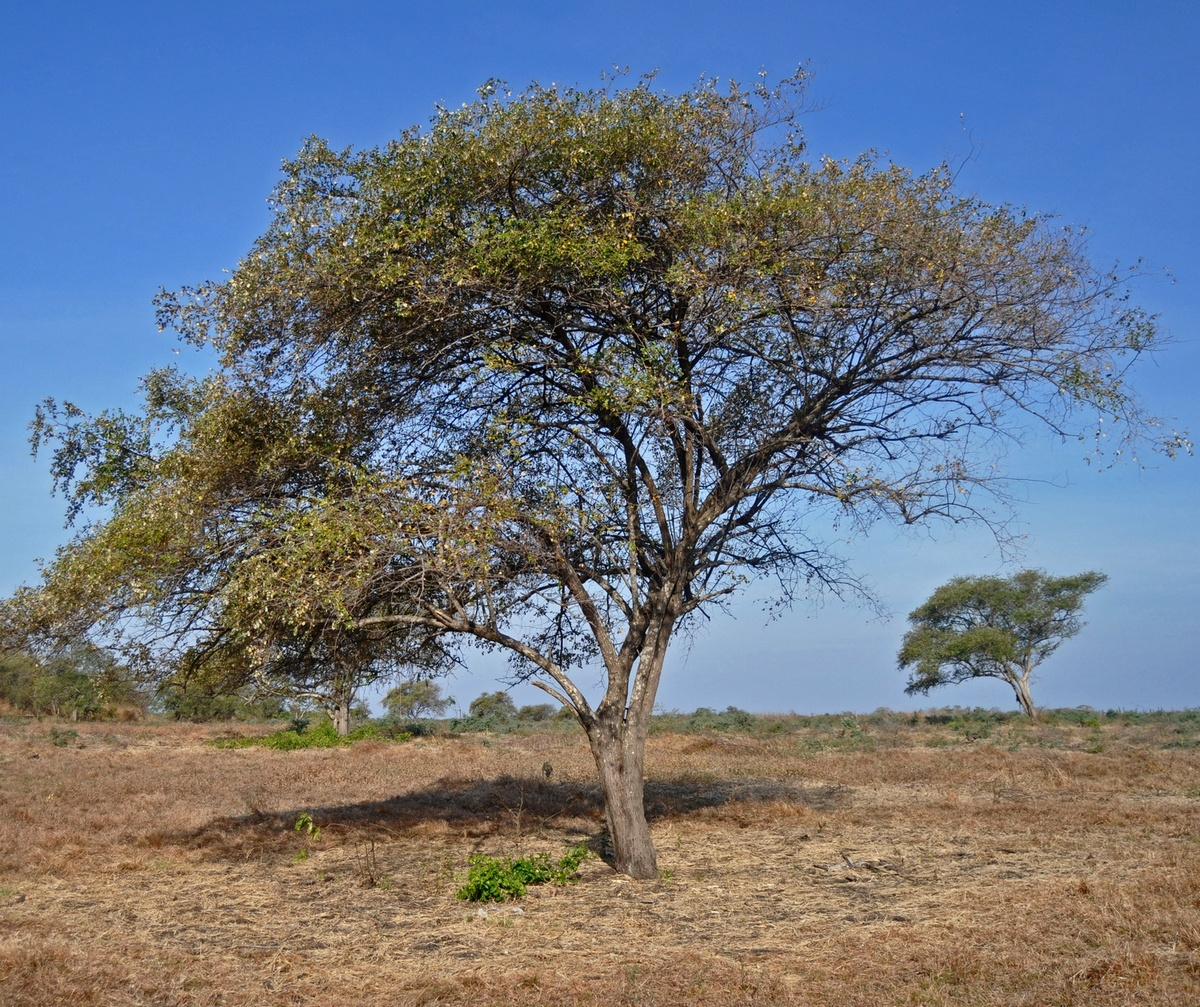
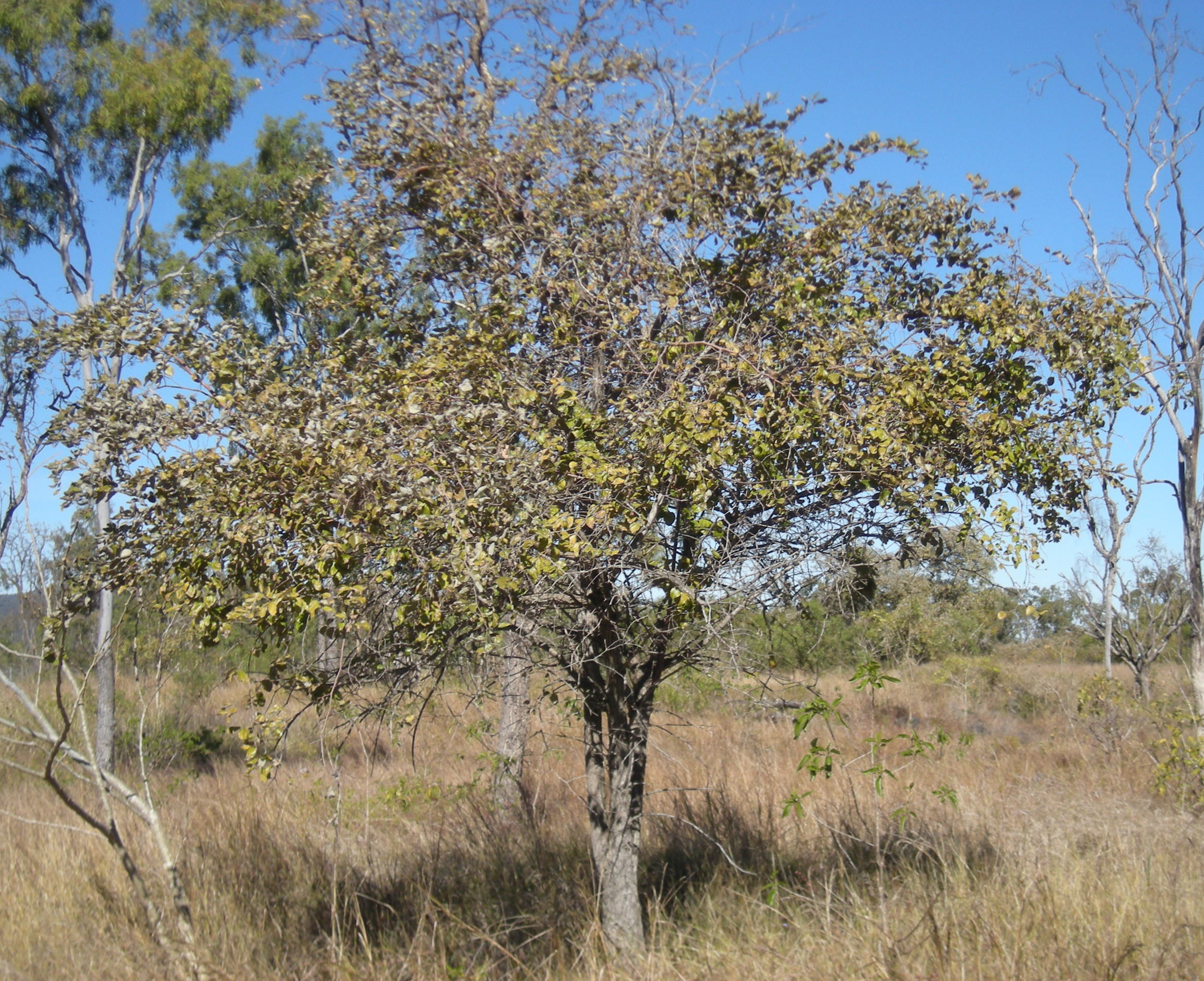
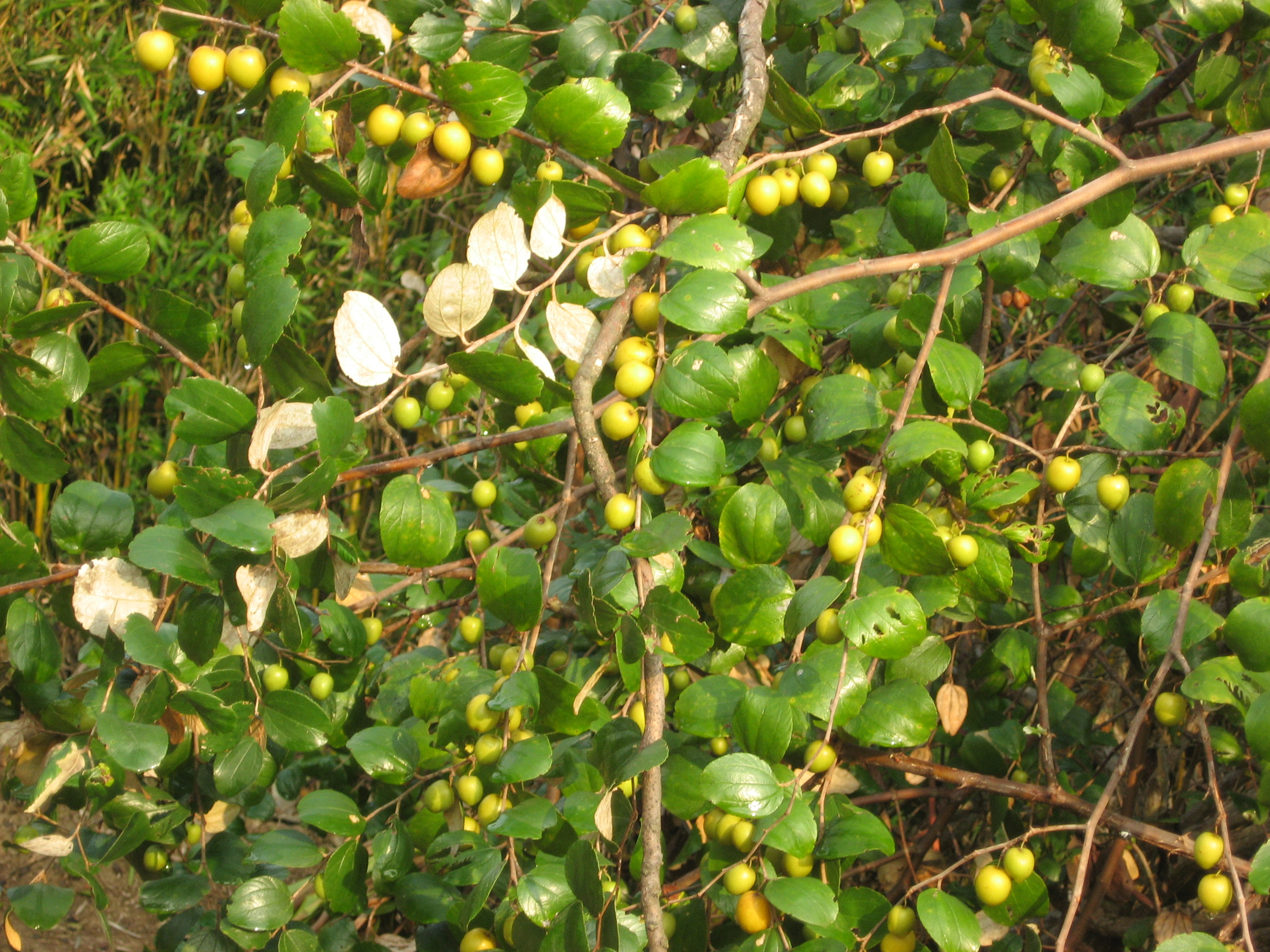
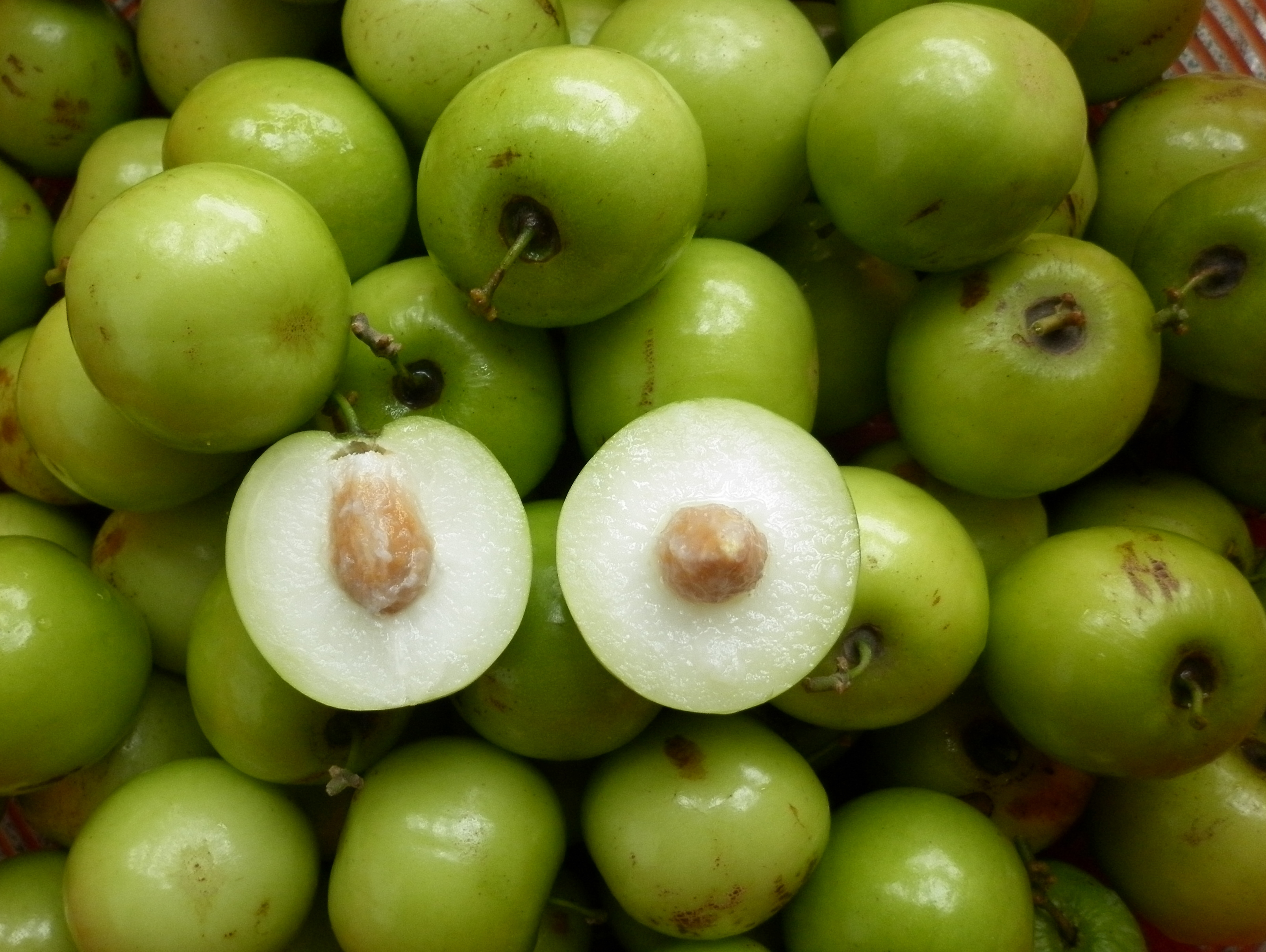